# 대만의 성매매

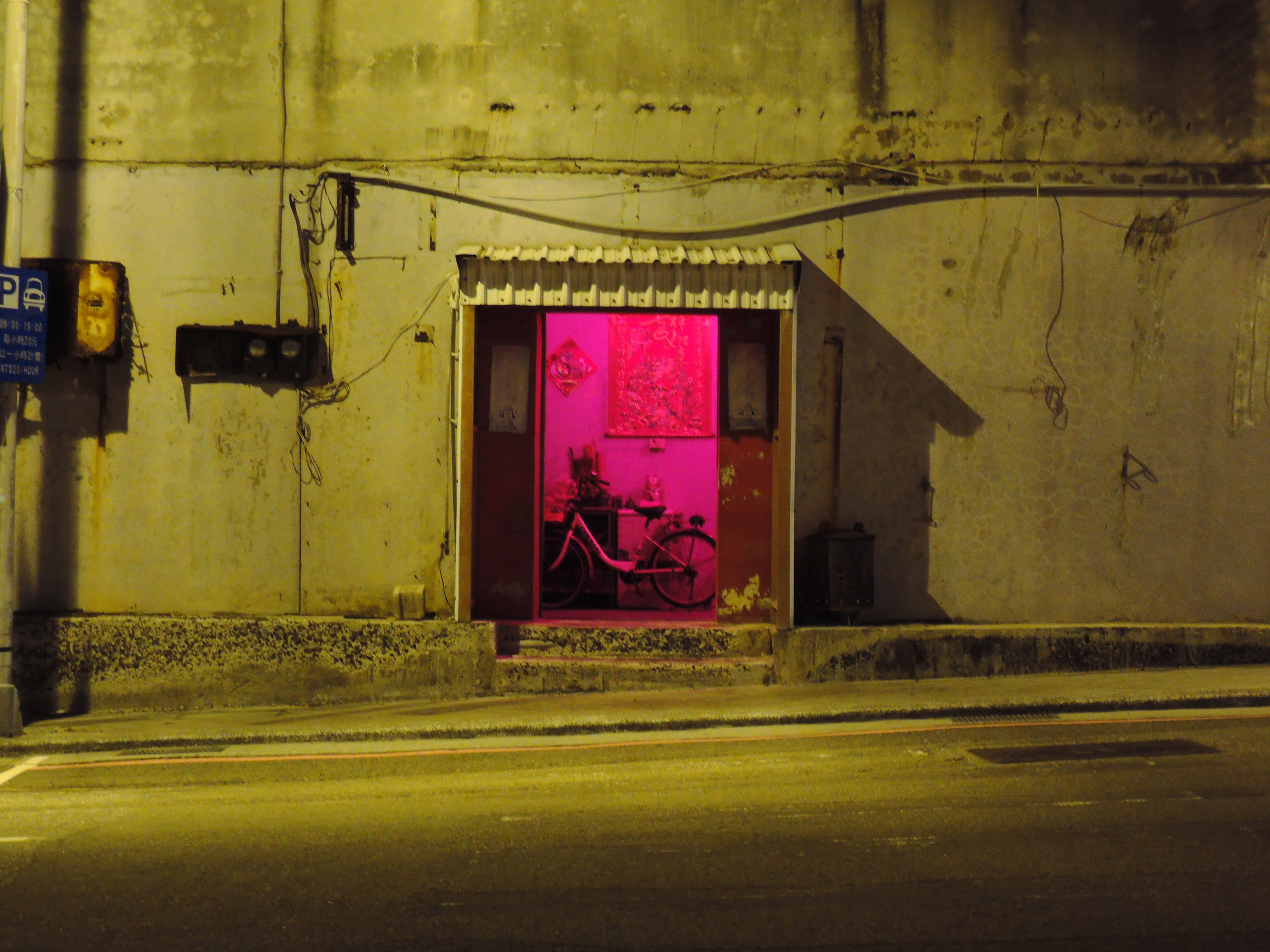
대만의 마지막 사칭가 중 하나인 "친 파라다이스"

대만의 성매매는 1991년 제정된 법에 따라 불법이 되었지만, 2009년 중화민국 사법원 대법관회의에서 위헌 판결을 내리면서 개정이 적극적으로 고려되고 있다.

## 역사

### 일제 강점기 (1895-1945)
대만일치시기 동안 대만의 특정 지역에서 게이샤 주택과 매음굴 영업이 허용되었다. 이곳 게이샤들은 나중에 접대부로 발전하였다. 1950년대까지만 해도 많은 소녀들이 경제적 이유로 부모에 의해 성매매 여성으로 고용되었다. 소녀들 역시 기꺼이 부모를 돕기 위한 효도 차원에서 성매매에 나섰다. 제2차 세계대전 동안 타이완 총독부는 강제적 방법을 사용하거나 부녀자들을 속이는 방식으로 위안부 여성을 차출하였다.

### 중화민국 정부 (1945-현재)
1945년 대만을 장악한 중화민국 정부는 성매매를 일본인들이 조장한 부도덕한 행위로 치부하여 대부분의 접대부와 매춘부들의 활동을 금지하였다. 하지만 동시에 중화민국 국방부는 1949년 중국 대륙에서 온 많은 독신 군인들에게 성생활을 제공하기 위하여 섬 외곽 지역에 있는 사창가를 유지시켰다. 1956년 중화민국 정부는 타이완 매춘부들에 대한 관리의 일환으로 매춘부 등록 및 면허 정책을 부활시켰다.
1960년대 급속한 산업화로 인해 젊은이들이 대거 도시로 유입되면서 여성 접대부들이 젊은 남성 근로자들을 접대하는 커피하우스 하위문화가 생겼다. 더불어 타이완에 주둔한 두 개의 미군 부대에는 미군들을 접대하기 위한 술집과 무도장이 생겼다.
그렇지만 정부가 풍기문란을 예의주시하면서 경찰은 공공장소는 물론 은밀한 곳에서의 성행위에 더욱 주의를 기울이게 되었다. 성매매는 시간이 흐를수록 논쟁의 대상이 되었으며, 1974년 중화민국 정부는 더이상의 사창가 등록을 받지 않았다. 1980년대 매춘에 강제로 동원된 대만 원주민 소녀들을 구조하기 위한 운동이 성매매 반대 운동으로 발전하면서, 타이완 전역에 성매매를 금지하는 로비 활동이 벌어졌으며, 1997년 당시 타이완에서 여전히 성매매가 합법이었던 유일한 곳인 타이베이 시의 시장 천수이볜(훗날의 중화민국 총통)이 마침내 성매매를 불법화하기에 이르렀다. 하지만 천수이볜이 다음 선거에서 낙선하고 후임 시장이 된 마잉주(역시 천수이볜의 뒤를 이어 중화민국 총통이 됨)는 2001년 4월까지 유예 기간을 연장하였다.

### 불법화 (1991)
성매매업은 1991년 1월 사회 질서 및 유지법 제80조에 의거해 불법으로 규정되었다. 이 법은 1950년대 경범죄 처벌법을 대체한 것으로 주로 성매매업에 종사하는 여성들이 범죄자가 되었다. 성매매 종사자들은 최대 3일 동안 구류될 수 있었으며 대만 달러 30,000원까지 벌금을 내고 최소 6개월에서 최대 12개월까지 징역형을 받을 수 있었다.
1997년 타이베이 시장 시절 성매매업을 불법화한 천수이볜은 2000년에서 2008년까지 중화민국 총통을 지냈다. 이 기간 동안 허춘루이 등 성매매업 반대자들은 여성 성매매 종사자들의 고발은 물론 보수 단체들로부터 차별을 받았다.
긴 공청회 끝에 2009년 4월 정리원이 성매매 종사자들을 기소 대상에서 제외한다는 법안을 제출하였다. 2009년 6월 중화민국 연구발전고핵위원회 위원장 장이화는 마잉주 정부가 성매매 종사자들의 요구와 학술 연구에 응하여 경제적·사회적 및 문화적 권리에 관한 국제규약에 맞는 입법을 하겠다는 공약에 따라 성매매를 불법 행위에서 해제할 것이라고 발표하였다.
중화민국 정부는 성매매를 인권 문제의 이유로 제80조를 폐지한다고 발표하면서 성매매를 처벌하는 것은 단지 성매매 종사자들을 지하로 내모는 것이기 때문에 그들이 학대받을 수 있다는 결론을 내렸다. 중화민국 정부는 상호동의하에 이뤄지는 성인 간 성매매는 법률보다는 개인적, 교육적 및 종교적 숙고에 따라 다뤄져야 하지만, 성매매는 다른 직종과 마찬가지로 규정되어야 한다고 밝혔다. 그리고 성매매 금지법은 거의 효과가 없다고 보았다. 이는 지방 정부들에게 사람들이 어디서 성매매를 허용할 것이냐 하는 문제를 남겼다. 규제는 6개월 안에 지방 정부의 책임을 맡도록 약속되었다. 그러는 동안에 징역형은 벌금형으로 대체되고, 경찰은 더 이상 성매매 종사자들을 체포하지 않았다.

### 위헌 결정 (2009)
이에 따라 중화민국 사법원 대법관회의에서는 현행법을 위헌으로 선언하고, 2년 이내에 효력을 중지하도록 명령했다. 중화민국 정부 관료는 성매매를 비범죄하겠다는 입장을 다시 한 번 밝혔다. 이는 성매매에 대한 중화민국 내정부의 첫 번째 입장 표명이었으나 지역 홍등가를 허용하는 계획은 타이베이 시장 하오룽빈이 반대하고 나섰다. 그럼에도 2010년 정부는 여전히 이 문제에 대해 토론하고 있다.
2010년 10월 중화민국 정부는 소규모 사창가 운영을 허용할 계획이며, 앞으로 성매매 금지법은 더 이상 시행되지 않을 계획이라고 밝혔다. 2011년 5월 중화민국 정부는 법안의 초안 완성을 목전에 두고 있다고 밝혔다.

#### 반응
대만에서는 중국보다 자유주의적 정책을 지지하는 사람들에게 큰 희망을 안겨 주었다. 타이완 여론은 성매매 허용 찬성이 조금 더 앞서 있으나 희망의 정원 재단 같은 일부 여성 단체는 반대했다.

### 법적 상태
대만에서 성매매는 여전히 불법 상태이며, 성매매 특별 구역은 아직 도입되지 않았다. 외국인 매춘 여성들이 경찰에 체포되는 이유도 외국인의 불법 취업보다는 성매매 혐의로 기소되었기 때문이다.